# Claudia Andrade Ecchio
Claudia Andrade Ecchio es una autora chilena de literatura juvenil conocida por su novela a cuatro manos con Camila Valenzuela: La espera. actualmente trabaja en la universidad del desarrollo  
Imparte el Diplomado de Literatura Infantil y Juvenil del Instituto de Estudios Avanzados en la Universidad de Santiago. Y pertenece al Centro de Investigación y Estudios Literarios (CiEL) Chile.

## Obras
- La espera (Alfaguara, 2016 en coautoría con Camila Valenzuela)
- Maleficio El brujo y su sombra (Loba Ediciones, 2016)
- Todavía (Libros del Pez Espiral, 2020)
- Maleficio 2 (Loba Ediciones, 2025)